# Mack NR

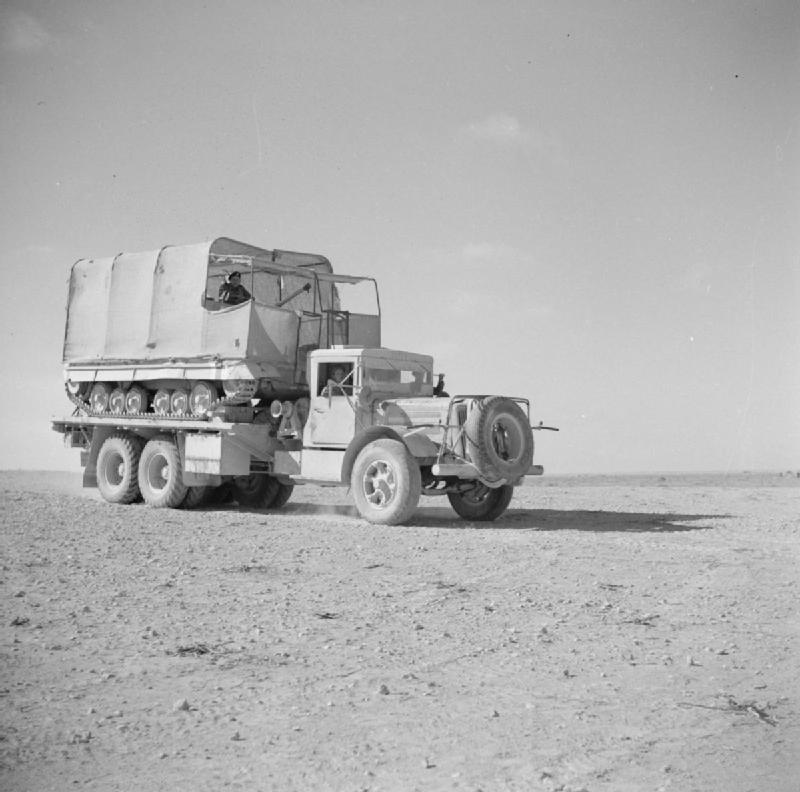
Mack NR-4 met gecamoufleerde Mk III Valentine tank

De Mack-NR was een zware vrachtwagen van de Amerikaanse fabrikant Mack Trucks die gebruikt werd voor het transport van materiaal en materieel over lange afstanden tijdens de Tweede Wereldoorlog. Ze zijn vooral door het Britse leger gebruikt. In totaal zijn er ruim 16.000 stuks van gemaakt. De officiële Amerikaanse typeaanduiding was: Truck, 10 ton, 6x4, Cargo.

## Geschiedenis
Voor het uitbreken van de Tweede Wereldoorlog had Frankrijk bij Mack 210 zware vrachtwagens gekocht voor het vervoer van tanks, de Mack EXBX. De strijd in Frankrijk was echter ten einde voor de vrachtwagens werden geleverd. In plaats van Frankrijk werd de bestemming Engeland en zijn aldaar in gebruik genomen. De NR-serie telt van 1 tot en met 20, maar de verschillen zijn niet bijzonder groot. Iedere bestelling kreeg een eigen nummer ook al bleef de uitvoering ongewijzigd. De grote behoefte aan vrachtwagens voor militair gebruik kon niet door de eigen Britse industrie worden gedekt. In de Verenigde Staten was een Britse inkoopcommissie, de British Purchasing Board, actief.

## NR-1 tot en met NR-7
In 1940 plaatste deze een eerste order bij Mack voor 90 zware vrachtwagens, typeaanduiding NR-1. Deze trucks leken veel op de voertuigen die, via de Franse bestelling, de Britse troepen hadden bereikt, maar waren niet specifiek uitgerust voor het tanktransport. Al deze 10-tons vrachtwagens waren een variant van de civiele basisuitvoering die in de 30'er jaren door Mack op de markt was gebracht. Ze kregen wel een stevige grill ter bescherming van de radiateur en koplampen en een extra dak boven de bestuurderscabine om oververhitting te voorkomen. De voertuigen hadden de bestemming het Midden-Oosten en Verre-Oosten.
De Mack-Lanova ED dieselmotor had zes cilinders en kon een vermogen leveren van 131 pk bij 2.000 toeren per minuut. De TR 12 Duplex versnellingsbak telde vijf versnellingen die allemaal van een hoge en lage gearing waren voorzien. Er was alleen aandrijvingen op de achterwielen vandaar de 6x4 aanduiding. De voorwielen hadden een afwijkende bandenmaat, namelijk 10.50-24 en 13.50-20 voor de achterwielen. Het leeggewicht lag net iets boven de 10 ton. De kostprijs van de voertuigen lag rond de $ 9.000 per stuk al varieerde deze per order.
Deze opdracht werd snel gevolgd door twee vervolgorders, de NR-2 en NR-3. De NR-2 kreeg een militaire versie van de Model 270 bestuurderscabine en deze bleef - op kleine details na - in gebruik tot de introductie van de open cabine. De Britten bestelden 330 exemplaren die allemaal in 1941 naar het Midden-Oosten zijn verscheept. Van de NR-3 werden 61 exemplaren besteld ook bedoeld voor lange afstandtransporten in het Midden-Oosten uitgevoerd door de logistieke dienst van het Britse leger, de Royal Army Service Corps (RASC). De afmetingen waren 8,2 meter lang, 2,6 meter breed en 2,5 meter hoog. Het leeggewicht was 9,3 ton en deze versie kreeg een iets andere bandenmaat, namelijk 11.00-24 voor en 14.00-20 achter.
De NR-4 was net als de Mack EXBX een speciale versie voor het tanktransport. Op 21 augustus 1941 werd een bestelling geplaatst voor 200 stuks. Ze waren identiek aan de NR-3 maar voorzien van een vlakke laadvloer, een lier en oprijplaten. Het leeggewicht was zo’n 11,7 ton en inclusief lading was het totaalgewicht ten minste 22,7 ton. Het voertuig was besteld voor het vervoer van de lichte M3 Stuart tank, deze woog bijna 13 ton.
De NR-5 kreeg een andere versnellingsbak, de Duplex TRD 37, maar was verder gelijk aan de NR-3.

## Introductie van de open bestuurderscabine
Bij de NR-8 werd een nieuwe cabine geïntroduceerd. De volledige metalen cabine werd vervangen door een open cabine die afgedekt kon worden met een canvas kap. De NR-9 tot en met NR-13 weken nauwelijks af van de NR-8. Bij de NR-14, geproduceerd in 1944, kregen de achterwielen dubbellucht en de bandenmaat werd rondom 11.00-24. Veel exemplaren van de NR-15 zijn naar Iran verscheept en hebben een rol gespeeld bij het transport van oorlogsmateriaal naar de Sovjet-Unie via de Perzische Corridor. De twee brandstoftanks hadden een capaciteit van 280 liter (75 US gallon) en waren aan beide zijden van het voertuig gemonteerd.
De NR-16 was in feite de laatste order die tijdens de oorlog werd geplaatst. In 1945 werden de 455 exemplaren afgeleverd. De order voor de NR-17 werd geannuleerd. Na de oorlog hebben de Amerikanen nog eens 600 exemplaren besteld voor de Europese legers in opbouw. België en Nederland kregen elk 150 stuks, de NR-18 en NR-19, en Frankrijk ten slotte 300 exemplaren (NR-20).
In totaal zijn er 16.548 exemplaren van de NR-serie gemaakt en dankzij de goede kwaliteit zijn ze tot ver na de oorlog in dienst gebleven.

## Overzicht
| Type  | Aantal | Geleverd in | Opmerkingen (vrachtwagen algemeen gebruik)                           |
| ----- | ------ | ----------- | -------------------------------------------------------------------- |
| NR-1  | 90     | 1940        | civiele bestuurderscabine, stevige grill voor radiateur en koplampen |
| NR-2  | 330    | 1941        | introductie militaire versie Model 270 cabine                        |
| NR-3  | 61     | 1941-42     |                                                                      |
| NR-4  | 200    | 1941-42     | tanktransporter                                                      |
| NR-5  | 189    | 1941-42     |                                                                      |
| NR-6  | 500    | 1942        |                                                                      |
| NR-7  | 500    | 1942-43     |                                                                      |
| NR-8  | 700    | 1942-43     | 150 in 1942 en rest in 1943 geleverd                                 |
| NR-9  | 900    | 1943-44     |                                                                      |
| NR-10 | 1257   | 1943-44     |                                                                      |
| NR-11 | 239    | 1943-44     |                                                                      |
| NR-12 | 1320   | 1943-44     |                                                                      |
| NR-13 | 1280   | 1943-44     |                                                                      |
| NR-14 | 7080   | 1944-45     | open bestuurderscabine en dubbellucht achterbanden                   |
| NR-15 | 847    | 1945        | bestemming voornamelijk Perzische Corridor                           |
| NR-16 | 445    | 1945        |                                                                      |
| NR-17 | -      | -           | order geannuleerd                                                    |
| NR-18 | 150    | na 1945     | bestemd voor België                                                  |
| NR-19 | 150    | na 1945     | bestemd voor Nederland                                               |
| NR-20 | 300    | na 1945     | bestemd voor Frankrijk                                               |

## Naslagwerk
- (en)  Bart Vanderveen, Mack’s in the Services and Beyond, ISBN 1 870067 09 6